# León de los Aldamas
21°7′31.793″N 101°41′19.558″V / 21.12549806°N 101.68876611°V
León de los Aldamas er en by i den mexicanske delstat Guanajuato. León er den femte største by i Mexico. Byen er kendt for deres produktion af skind og læder, specielt til sko og støvler. León etableret i 1576.
- Wikimedia Commons har flere filer relateret til León de los Aldamas